# Trò chơi năm 1973
Trang này liệt kê các board game, trò chơi thẻ bài, wargame, và trò chơi mô hình thu nhỏ xuất bản năm 1973.  Đối với trò chơi điện tử, xem Trò chơi điện tử năm 1973.

## Trò chơi phát hành hoặc phát minh năm 1973
- Alien Space
- Anti-Monopoly
- Atlanta Civil War Campaign Game
- Bowl Bound
- Europa
- Hue
- Ironclad
- NORAD
- Panzer Armee Afrika
- Perfection
- Railway Rivals[1][2]
- Sniper!
- Triplanetary
- Galactic Warfare xuất bản bởi Davco

## Sự kiện lớn liên quan đến trò chơi năm 1973
- Game Designers' Workshop được thành lập.
- TSR, Inc. được thành lập.  TSR sau đó phát hành Dungeons & Dragons, trò chơi nhập vai đầu tiên.